# Castelãos
Castelãos is een plaats (freguesia) in de Portugese gemeente Macedo de Cavaleiros en telt 620 inwoners (2005).